# Tétrafluorure de thorium
Le tétrafluorure de thorium est un composé chimique de formule ThF4. Il se présente sous la forme d'une poudre blanche cryptocristalline ou de cristaux irisés à réfraction simple. Il est insoluble dans l'eau et a une structure cristalline monoclinique appartenant au groupe d'espace I2/c (no 15, position 8) avec pour paramètres cristallins a = 1 313 pm, b = 1 102 pm, c = 862 pm et β = 126°, semblable à celle du tétrafluorure de zirconium ZrF4. Cette structure cristalline contient des unités ThF8 de géométrie antiprismatique carrée.

## Synthèse et réactions
Le tétrafluorure de thorium peut être obtenu en faisant réagir du fluorure d'hydrogène HF avec du dioxyde de thorium ThO2 à 550 °C ou de l'hydrure de thorium Th4H15 à 350 °C :
ThO2 + 4 HF ⟶ ThF4 + 2 H2O ;
2 Th4H15 + 32 HF ⟶ 8 ThF4 + 31 H2.
Il est également possible de le produire en faisant réagir de l'oxyde de thorium avec du bifluorure d'ammonium NH4HF2 à 500 °C :
ThO2 + 4 NH4HF2 ⟶ ThF4 + 4 NH4F + 2 H2O.
La synthèse directe à partir de thorium et de fluor F2 est également possible.
Le tétrafluorure de thorium réagit avec l'humidité de l'air aux températures supérieures à 500 °C pour former de l'oxyfluorure de thorium (en) ThOF2. Il forme des hydrates, notamment des octahydrates, tétrahydrates et dihydrates, dont seule la structure de l'hémihydrate a pu être déterminée ; l'eau de cristallisation de l'hémihydrate peut être éliminée par chauffage à 400 °C sous vide.

## Applications
Le tétrafluorure de thorium est utilisé pour produire du thorium pur et des céramiques réfractaires. Il peut également être employé comme cible de pulvérisation cathodique pour la production de couches minces à faible indice de réfraction sans absorption dans le domaine visible et ultraviolet. Malgré sa radioactivité, qui reste assez faible, le tétrafluorure de plutonium est utilisé dans certains traitements antireflet à base de revêtements optiques multicouches. Il est très transparent dans les longueurs d'onde de 0,35 à 12 µm et son rayonnement, essentiellement sous forme de particules α, est facilement arrêté par une couche mince superficielle d'un autre matériau,. Il a également été utilisé pour la réalisation de lampes à arc pour projecteurs.
Le tétrafluorure de thorium est étudié dans la réalisation de réacteurs nucléaires à sels fondus, (MSR), notamment les réacteurs au thorium à fluorures liquides (en), (LFTR).